# Manuskrypt Chancellora
"Manuskrypt Chancellora" – amerykańska powieść dreszczowiec Roberta Ludluma napisana w roku 1977.
Bohaterem jest pisarz Peter Chancellor, który pisze książkę o szantażowaniu amerykańskich polityków przez agencję szpiegowską, która chce w ten sposób wpłynąć na politykę kraju. Na trop Chancellora wpada Wojskowa Agencja Wywiadowcza.
- Manuskrypt Chancellora Wydawnictwo Amber, wyd. I Poznań 1990, wyd. II 2001 Warszawa, ISBN 83-85079-30-0, ISBN 83-241-1442-4, 145 x 205, s. 423, tłumaczenie: Juliusz Wilczur-Garztecki.
- Rękopis Chancellora Wydawnictwo Albatros, Warszawa, 2009, ISBN 978-83-7359-938-3, s. 550, tłumaczenie: Robert Waliś